# Васа Пантелић
Василије „Васа“ Пантелић (Рума, 4. април 1922 — Београд, 30. август 2008) био је српски глумац. Остварио је запажене улоге у позоришту и на телевизији, а публика га највише памти по улози Крсте Мишића у телевизијској серији Отписани.

## Биографија
Васа Пантелић рођен је 4. априла 1922. године у Руми. Гимназију је завршио у Крагујевцу, а ту је и почео глумачку каријеру, још у време окупације.
По завршетку Другог светског рата прешао је у Београд, где је прво студирао права, а затим психологију. Упоредо са студијама је похађао Драмски студио при Народном позоришту, а радио је као спикер и у драмском програму Радио-Београда. Члан драме Народног позоришта постао је 1949. У Народном позоришту остварио је више од 130 улога. Од четрдесетак улога на филму издвајају се роле у остварењима Песма, Потрага, Песма са Кумбаре, Ужичка република и Битка на Неретви.
Последњу представу на сцени матичног театра одиграо је 27. јуна 2001. године, играјући Федоренка у „Мајстору“ Роналда Харвуда.
Преминуо је 30. августа 2008. у Београду, у 86. години. Према сопственој жељи, сахрањен је у најужем кругу рођака и пријатеља.

## Филмографија
|                   | 1950 ▼ | 1960 ▼ | 1970 ▼ | 1980 ▼ | 1990 ▼ | 2000 ▼ | Укупно |
| ----------------- | ------ | ------ | ------ | ------ | ------ | ------ | ------ |
| Дугометражни филм | 8      | 7      | 7      | 0      | 0      | 0      | 22     |
| ТВ филм           | 1      | 13     | 7      | 3      | 3      | 1      | 28     |
| ТВ серија         | 0      | 3      | 7      | 4      | 2      | 0      | 16     |
| ТВ мини серија    | 0      | 0      | 1      | 1      | 0      | 0      | 2      |
| ТВ кратки филм    | 0      | 0      | 1      | 0      | 0      | 0      | 1      |
| Укупно            | 9      | 23     | 23     | 8      | 5      | 1      | 69     |

| Год.       | Назив                               | Улога                                    |
| ---------- | ----------------------------------- | ---------------------------------------- |
| 1950-е ▲   |                                     |                                          |
| 1950.      | Језеро                              |                                          |
| 1954.      | Кућа на обали                       |                                          |
| 1955.      | Песма са Кумбаре                    | војвода                                  |
| 1956.      | Потрага                             | Станко                                   |
| 1957.      | Крвава кошуља                       |                                          |
| 1957.      | Вратићу се                          | Јавни тужилац                            |
| 1958.      | Госпођа министарка                  | Енглески конзул                          |
| 1958.      | Погон Б                             | Павлић                                   |
| 1959.      | Кризантема                          |                                          |
| 1960-е ▲   |                                     |                                          |
| 1960.      | Боље је умети                       | Павлић                                   |
| 1961.      | Песма                               | Вељковић                                 |
| 1961.      | Парче плавог неба                   |                                          |
| 1963.      | Шест свечаних позивница (ТВ серија) |                                          |
| 1963.      | Ромео и Ђулијета (ТВ филм)          |                                          |
| 1964.      | Отровна биљка                       |                                          |
| 1965.      | Поноћни гост                        |                                          |
| 1965.      | Са њима долази смрт                 |                                          |
| 1965.      | Болничка соба                       |                                          |
| 1965.      | Акција инспектора Рукавине          |                                          |
| 1967.      | Ох, дивљино                         |                                          |
| 1967.      | Једног дана мој Јамеле              |                                          |
| 1967.      | На туђем хлебу                      | Павле Николајић                          |
| 1967.      | Пробисвет                           |                                          |
| 1968.      | Под стакленим звоном                |                                          |
| 1968.      | Дивни мирис љубичица                |                                          |
| 1968.      | Максим нашег доба                   |                                          |
| 1969.      | Крвава бајка                        | Немачки командант                        |
| 1969.      | Скандал (ТВ)                        |                                          |
| 1969.      | Подвала                             |                                          |
| 1969.      | Битка на Неретви                    | партизански командант                    |
| 1970-е ▲   |                                     |                                          |
| 1970.      | Зид и ружа                          |                                          |
| 1970.      | Србија на Истоку                    | тужилац                                  |
| 1971.      | Дан дужи од године                  |                                          |
| 1971.      | Нирнбершки епилог                   |                                          |
| 1971.      | Енеида                              | Анхис                                    |
| 1972.      | Звезде су очи ратника               | свештеник                                |
| 1972.      | Мајстор и Маргарита                 |                                          |
| 1973.      | Моја велика авантура                |                                          |
| 1974.      | Црна листа                          | адвокат Престон                          |
| 1974.      | Отписани                            | Крста Мишић                              |
| 1974.      | Ужичка република                    | Симић                                    |
| 1974.      | Димитрије Туцовић (ТВ серија)       | Божа Маршићанин, управник града Београда |
| 1974−1975. | Отписани                            | Крста Мишић                              |
| 1975.      | Андесонвил - Логор смрти            |                                          |
| 1975.      | Павле Павловић                      | функционер                               |
| 1975.      | Крај недеље                         | Начелник болнице                         |
| 1975.      | Ђавоље мердевине                    |                                          |
| 1976.      | Повратак отписаних                  | Крста Мишић                              |
| 1976.      | Бабино унуче                        | доктор Мијат                             |
| 1976.      | Ужичка република                    | Симић                                    |
| 1978.      | Господарев зет (ТВ)                 |                                          |
| 1978.      | Повратак отписаних (ТВ серија)      | Крста Мишић                              |
| 1979.      | Слом                                | генерал Душан Симовић                    |
| 1980-е ▲   |                                     |                                          |
| 1981.      | На рубу памети (ТВ)                 |                                          |
| 1981.      | Светозар Марковић                   |                                          |
| 1981.      | Седам секретара СКОЈ-а              |                                          |
| 1983.      | Лицем у лице у Напуљу               | Вилсон                                   |
| 1985.      | Случај Лазе Костића                 | Судија                                   |
| 1986.      | Одлазак ратника, повратак маршала   | принц Ђорђе Карађорђевић                 |
| 1988.      | Роман о Лондону (серија)            | Солмонков Сер Малков                     |
| 1990-е ▲   |                                     |                                          |
| 1990.      | Солунци говоре                      |                                          |
| 1991.      | Апис                                |                                          |
| 1991.      | Конак                               |                                          |
| 1995.      | Крај династије Обреновић            | цар Франц Јозеф                          |
| 1996−1997. | Горе доле                           | доктор теренац                           |
| 2000-е ▲   |                                     |                                          |
| 2002.      | Мајстор                             |                                          |